# Deutsche Beachhandball-Meisterschaften 2014
Die Deutsche Beachhandball-Meisterschaft 2014 (offiziell German Open 2014) waren einschließlich der fünf inoffiziellen Titelkämpfe die 19. Meisterschaften im Beachhandball.
Die Teilnehmer der Meisterschaft qualifizierten sich dafür über eine vorgeschaltete Reihe von Turnieren, in der je nach Erfolgen Punkte gesammelt werden konnten. Am Ende qualifizierten sich acht Frauen- und zehn Männermannschaften für die Spiele am 2. und 3. August des Jahres. Austragungsort war der Gildeplatz im Zentrum von Wildeshausen, auf dem Sandplätze errichtet wurden. Die Mannschaften wurden auf Fünfergruppen aufgeteilt, die besten vier Platzierten jeder Gruppe qualifizierten sich für die Viertelfinals. Die Sieger der Meisterschaft qualifizierten sich für die EHF Beach Handball Champions Cup 2014 aus Gran Canaria.
Die Titelkämpfe waren, nachdem sich der Deutsche Handballbund (DHB) seit 2012 komplett aus dem Beachhandball zurückgezogen hatte, zum dritten Mal in Folge inoffizieller Natur und wurden unter dem Label German Open 2014 ausgetragen. Am Rande der Veranstaltung tagte der Arbeitskreises Amateur- und Breitensport des DHB unter der Leitung vom zuständigen Vizepräsidenten Andreas Michelmann. Ergebnis war die Empfehlung an das Präsidium des DHB, den Beachhandball wieder in die Förderung aufzunehmen und wieder Nationalmannschaften aufzustellen. Später wurden auch die Meisterschaften rückwirkend vom DHB anerkannt, womit die Meisterschaften 2014 wieder einen offiziellen Status erhielten.
Am Freitag vor dem Turnier wurden Delegationen der Teilnehmenden vom Wildeshausener Bürgermeister Kian Shahidi zu einem offiziellen Empfang durch die Stadt eingeladen. Die Siegerehrungen wurden vom Turnierorganisator und Vorsitzenden des Beach Sport Verein Nord-West, Wolfgang Sasse, gemeinsam mit der Bundestagsabgeordneten Astrid Grotelüschen und DHB-Vizepräsidenten Michelmann vorgenommen.
| Frauen Details | Wildeshausen Gildeplatz | Brüder Ismaning       | 2:1 | CAIPIranhas Erlangen | Bonnbons Bonn/Köln     | 2:1 | Beach Queens OWL |
| Männer Details | Wildeshausen Gildeplatz | Nordlichter Oldenburg | 2:0 | 12 Monkeys Köln      | BHC Sand Devils Minden | 2:0 | SG Schurwald     |